# 雲上のフェアリーテイル
『雲上のフェアリーテイル -Fairy tale on the Clouds-』（うんじょうのフェアリーテイル フェアリーテイル オン ザ クラウズ）は、COSMIC CUTEより2018年3月23日に発売されたアダルトゲーム。略称は「うんてい」。『空のつくりかた』から世界観を引き継いだ、続編的な位置付けの作品である。
2020年4月24日に普及版が発売された。また初回版の予約特典として配布されたシーン追加アペンドディスクのダウンロード販売が開始された。
家庭用ゲーム機向けとして、Nintendo Switch版がiMelより2023年3月9日に発売された。
本作は、マウスクリックなどでテキストを読み進めていくオーソドックスな恋愛アドベンチャーゲームである。いわゆる攻略ヒロインは4人である。

## あらすじ
空中に浮かぶ望郷都市：迦具夜（カグヤ）。無法者や犯罪者が住民の大半を占める物騒なその街で、主人公の如月司は魔法使い見習いのナツと一緒に喫茶店を営んでいる。喫茶店の常連客である歌姫・ダリア、同じく常連客にしてカグヤ最強の剣士・真琴を加えた4人の裏の稼業は、盗みから身辺護衛まで何でもこなす何でも屋チーム「ペイ・バック」。そんなある日、司の前に真白いドレスを着たお姫様が現れる。常磐木雪と名乗る少女は司の妹だった。
ハチャメチャだが「めでたしめでたし」で終わる、よくある幸せな「おとぎ話」。

## 登場人物
（出典：）

### 主人公
如月 司（きさらぎ つかさ） ／ 本名：常磐木 司（ときわぎ つかさ）
声 - なし
身長:172cm
表の顔は喫茶店「カフェ・アメリア」のマスター。裏の顔は何でも屋チーム「ペイ・バック」のリーダー。
数年前に無断で故郷を出て、無法地帯のカグヤに流れ着き、住民の餌食になりかけていたところを真琴に救われた経緯を持つ。その時から如月司という偽名を使うようになった。カグヤでの暮らしに順応したせいか、妹の雪によれば、失踪当時より面相が悪人になっているとのこと。アスマザやネモも訪れるアメリアは、客が二人を恐れていざこざを起こせないため、カグヤの中立地帯となっている。
ナツと真琴に付けられたコードネームは「眠りを阻むもの」。チーム名も二人の考案だが、司は恥ずかしがっている。

### メインヒロイン
ナツ
声 - 羽鳥いち
身長:154cm / B:88 W:59 H:87
自称未来の偉大な魔法使い。ペイ・バックの一員で、コードネームは「笑う魔女」。
白崎＝ナツという偽名を用いているが、本名はナツ＝五十海。前作ヒロインのハル＝クリス（と前作主人公の五十海諒）の娘である。前作舞台の天壌都市：奈陵（ナオカ）を飛び出して、カグヤで行き倒れていたところを司に拾われ、以来アメリアで住み込みのアルバイトをしている。誰とでも仲良くなれるため、司からは「歩くコミュニケーション能力」と評されている。
本作時点で魔女となっているハルから魔法の才能を受け継いでおり、ハル同様甘い物には滅法弱い。ハルから譲られた腰のマント「完全防御魔法具（オルギア）」はダメージを無効化するが一日一回しか使えない。前作『空のつくりかた』のハル＝クリス編のラストに幼児姿で登場していたほか、「空のつくりかた外伝 OVER THE RAINBOW」では成長した姿で登場していた。好きな食べ物は思い出のスパゲッティ・ナポリタン。
安養寺 真琴（あんようじ まこと）
声 - 逢真井もこ
身長:158cm / B:88 W:59 H:88
エルフの少女。ペイ・バックの一員で、コードネームは「悲鳴食い」。
本業は安養寺骨董品店のオーナー。意思を持つ愛剣「鈎取将監丸」（通称：かっちゃん）を振るってはカグヤ最強の剣士であり、カグヤで生き残る術を司に教え込んだのも真琴である。真琴と司のコンビがペイ・バックの始まりで、アメリアが開店するまでは自分の店に司を住まわせていた。現在はナツと非常に仲が良く、ペイ・バック各員のコードネームは二人で徹夜で考えたものである。
極度のコミュ障であり、常に友達募集中なところ、腰に帯びた将監丸が勝手に喋るせいで道行く人に気味悪がられている。
常磐木 雪（ときわぎ ゆき）
声 - 北大路ゆき
身長:160cm / B:86 W:59 H:88
司の妹。綾羅木王国の姫君（したがって司は王子である。綾羅木王国第三王子）。
行方不明の司がカグヤにいるとの情報を入手し、王国へ連れ戻すためやって来たが説得できず、しばらくの間アメリアの店員としてカグヤに滞在することになった。ネモから新たに提供された情報収集・情報統合用オルギアを装備してペイ・バックに加入する。ナツと真琴から与えられたコードネームは「快楽供給者」。料理スキルは致命的。人を威圧する笑顔の持ち主で、怒らせると怖い。
綾羅木王国の国旗には「八柱の竜」の一柱である伝説の竜レグントが描かれている。
ダリア・キルジャプキナ
声 - 橘まお
身長:160cm / B:94 W:61 H:89
ペイ・バックに加わっているエルート（犬獣人）。オルギアのマイクで歌声に魔力を込め、武器にする。
高級クラブで歌姫をしているが、元をたどればスラムの出身である。四年ほど前、ルカという成金がクラブの権利書を手に入れて、愛人になるようダリアに迫ったことがあった。腹を立ててルカの屋敷に侵入したところ、別件で忍び込んでいた司・真琴と鉢合わせ、以来仲間となっている。司が初めて聴いたダリアの歌は、店の名前と同じ「ムーン・リバー」。
面倒見が良く、細かな気配りのできるものの、普段は飄飄と振る舞っている。ナツと真琴が考えた二つ名「見エザルモノ」を嬉々として名乗り、一人司が嫌がるのを見て楽しんでいる。嬉しくなると無意識に尻尾が動く。

### サブキャラクター
サブキャラクター3人は予約特典の「らぶらぶえっち あぺんどでぃすくえくすとら!」で攻略できるようになる。
ネモ・ボミナブル・コルチュマリョフ
声 - 小波すず
身長:140cm / B:65 W:52 H:68
世界屈指の錬金術師。我が儘で子供っぽい。人間だが、人間ならざる手段により悠久の時を生きている。
逃走用車両や武器の提供等、ペイ・バックに種々の技術協力を行っている。
『空のつくりかた』に登場するカガリは弟子の一人。
アスマザ・ライヒナームリンドヴルム
声 - あじ秋刀魚
身長:167cm / B:86 W:58 H:84
カグヤの市長で、現在連続37期目。カグヤ最強の存在であり、その正体は2,867歳の竜。普段はエルートの外見をしている。
道行く市民に「幸福か？」と問い、その後に「幸福は市民に課せられた義務だからな」と続けるため、雪からは市長の責任を市民に転嫁していると呆れられている。
ネモとは古い付き合いで、毎週月水金の午後三時に訪れるアメリアでは二人して携帯ゲームに興じている。
シモーネ・バドゥアヴェーラ
声 - 猫村ゆき
身長:153cm / B:96 W:60 H:90
約2,500年前に世界に現れ、暴虐の限りを尽くした魔王。
勇者に封印された際、666年後に再び目覚めて仲間と共に暴れることを誓っていた。封印されていたオルギアが流れ流れてカグヤに辿り着き、ナツの魔力に触れたことで、当初の予定より2000年近く遅れて目覚める。

## 制作

### セッティング
本作の企画・シナリオを担当した冬野どんぶくは「Getchu.com」内コラムに寄せたコメントの中で、メインヒロインのうち、常磐木 雪について、静かに相手を恫喝することから「うんていのやべぇ奴」と呼んでいる。冬野はその理由として、序盤における浮世離れした典型的なお姫様というイメージと、後半において魔王を恫喝するという落差を挙げている。一方、雪にはかわいらしさもあり、作中のキャラクターの中では比較的まともな人物だったり、有能な一面もあったため、シナリオの流れで困ったときは雪を動かせばよいという信頼感もあったと冬野は振り返っている。

### キャスティング
雪役の北大路ゆきは本作が初めてのメインヒロイン役である。冬野は二面性に富んだ雪というキャラクターが、北大路の演技によって完成したと述べている。一方北大路自身はたくさんのセリフを収録した経験がなくて役が決まった際は不安だったが、自分が演じてよいという気持ちでうれしかったと「Getchu.com」内のコラムや、2023年の「BugBug」とのインタビューの中で振り返っている。
北大路は「BugBug」とのインタビューの中で「『私史上一番かわいい常盤木雪ちゃんを世に送り出そう』って気持ちでした。」とも話すと同時に、当時の演技について「今ならこう演じるかも」と思うことはあるが、その時の自分の精一杯をやりきった自信があるとも話している。

## スタッフ
（出典：）
- 企画 - COSMIC CUTE、冬野どんぶく
- シナリオ - 冬野どんぶく[2]
- キャラクターデザイン・原画 - むうつき[2]
- SDキャラクターイラスト - 藤井理乃
- 音楽 - Felion Sounds
- OP・EDムービー - rin&roco (ヴィネットブーケ)

## 主題歌
（出典：）
オープニングテーマ「BACK OF HEARTS」
作詞 - MiLO、mo2 / 作曲 - mo2 / ギター演奏 - Yugo Ichikawa / 音楽制作 - Felion Sounds / 歌 - MiLO
エンディングテーマ「未来からのパノラマ」
作詞・作曲・編曲 - HAMA-kgn / 音楽制作 - Felion Sounds / 歌 - MiLO

## サウンドトラック
雲上のフェアリーテイル -Fairy tale on the Clouds- オリジナルサウンドトラック
初回版には「雲上のフェアリーテイル -Fairy tale on the Clouds- オリジナルサウンドトラック」が特典として添付された。主題歌2曲とゲーム内で使用された全BGMの合計23曲が音楽CD1枚に収録されている。
| #         | タイトル                           | 作詞      | 作曲          | 時間 |
| --------- | ---------------------------------- | --------- | ------------- | ---- |
| 1.        | 「BACK OF HEARTS」(歌：MiLO)       | MiLO      | mo2           | 4:22 |
| 2.        | 「まほろば」                       |           | Felion Sounds | 3:29 |
| 3.        | 「テーブル上の至福」               |           | Felion Sounds | 3:27 |
| 4.        | 「新緑のハーモニー」               |           | Felion Sounds | 3:06 |
| 5.        | 「光の射す場所」                   |           | Felion Sounds | 2:01 |
| 6.        | 「星の遊び」                       |           | Felion Sounds | 1:59 |
| 7.        | 「Baby Girl Shake」                |           | Felion Sounds | 1:59 |
| 8.        | 「La La Tequila!!」                |           | Felion Sounds | 1:55 |
| 9.        | 「Bulldog in swing」               |           | Felion Sounds | 2:55 |
| 10.       | 「水のワルツ」                     |           | Felion Sounds | 3:00 |
| 11.       | 「霞む青」                         |           | Felion Sounds | 2:47 |
| 12.       | 「白昼夢の外壁」                   |           | Felion Sounds | 2:39 |
| 13.       | 「Gale scar」                      |           | Felion Sounds | 2:13 |
| 14.       | 「アウフヘーブン」                 |           | Felion Sounds | 2:40 |
| 15.       | 「ヒカリノユクエ」                 |           | Felion Sounds | 3:19 |
| 16.       | 「雲の隙間から」                   |           | Felion Sounds | 2:07 |
| 17.       | 「愛の雫」                         |           | Felion Sounds | 2:20 |
| 18.       | 「ブーケンビリア」                 |           | Felion Sounds | 2:12 |
| 19.       | 「BACK OF HEARTS 〜piano ver〜」   |           | mo2           | 2:03 |
| 20.       | 「BACK OF HEARTS 〜strings ver〜」 |           | mo2           | 1:53 |
| 21.       | 「Above the clouds_Piano」         |           | Felion Sounds | 1:49 |
| 22.       | 「Above the clouds」               |           | Felion Sounds | 1:02 |
| 23.       | 「未来からのパノラマ」(歌：MiLO)   | HAMA-kgn  | HAMA-kgn      | 5:14 |
| 合計時間: | 合計時間:                          | 合計時間: | 60:31         |      |

## 反響

### 売り上げ
本作は発売月（2018年3月）の売り上げにおいて、Getchu.comの集計では8位を記録した。発売年（2018年）においては、Getchu.comの集計では上位50位の圏外、アダルトゲーム月刊誌『BugBug』の集計では上位10位の圏外であった。

### 人気投票
| 部門名       | Getchu.com | BugBug    | アワード  |
| ------------ | ---------- | --------- | --------- |
| 総合         | 圏外/20位  | 圏外/20位 | 圏外/50位 |
| シナリオ     | 圏外/10位  | 圏外/10位 | 部門なし  |
| グラフィック | 圏外/10位  | 部門なし  | 部門なし  |
| 音楽         | 圏外/10位  | 圏外/10位 | 部門なし  |
| システム     | 圏外/10位  | 圏外/10位 | 部門なし  |
| ヴォイス     | 部門なし   | 圏外/10位 | 部門なし  |
| ムービー     | 圏外/10位  | 部門なし  | 部門なし  |
| エッチ       | 圏外/10位  | 圏外/20位 | 部門なし  |
| キャラクター | 0人/20位   | 0人/20位  | 部門なし  |

本作は発売月（2018年3月）のユーザー人気投票において、Getchu.comの上位10位の圏外であった。発売年（2018年）の人気投票においては、Getchu.comでは全部門で圏外、『BugBug』では全部門で圏外、萌えゲーアワードでは上位50位の圏外であった（表：「2018年の美少女ゲーム人気投票における本作の位置」に一覧を示す。）。

## 関連商品
うんてい時計
本作のヒロイン（ナツ、真琴、雪、ダリア）が時間を知らせるAndroid用の時計アプリ。衣装/背景/キャラクターの変更が行え、タッチすることによりボイスが流れる。
- 制作・配信：株式会社NEXD
- 開発：iMel株式会社
- 対象OS：Android OS：2.3～6.0（7.0は動作保証なし）